# Oak Park (Georgia)
Oak Park is een plaats (town) in de Amerikaanse staat Georgia, en valt bestuurlijk gezien onder Emanuel County.

## Demografie
Bij de volkstelling in 2000 werd het aantal inwoners vastgesteld op 366.
In 2006 is het aantal inwoners door het United States Census Bureau geschat op 381, een stijging van 15 (4.1%).

## Geografie
Volgens het United States Census Bureau beslaat de plaats een oppervlakte van
18,6 km², waarvan 18,5 km² land en 0,1 km² water. Oak Park ligt op ongeveer 79 m boven zeeniveau.

## Plaatsen in de nabije omgeving
De onderstaande figuur toont nabijgelegen plaatsen in een straal van 24 km rond Oak Park.